# واکپالا (داکوتای جنوبی)
واکپالا (به انگلیسی: Wakpala) یک منطقهٔ مسکونی در ایالات متحده آمریکا است که در شهرستان کورسان، داکوتای جنوبی واقع شده‌است. واکپالا ۴۸٫۵ کیلومتر مربع مساحت و ۲۳۴ نفر جمعیت دارد و ۵۲۶ متر بالاتر از سطح دریا واقع شده‌است.